# Врхоле-при-Лапорю
Врхоле-при-Лапорю (словен. Vrhole pri Laporju) — поселення в общині Словенська Бистриця, Подравський регіон‎, Словенія.